# Laure Olga Gondjout

H.E. Mrs Laure Olga Gondjout

Laure Olga Gondjout (sinh ngày 18 tháng 12 năm 1953) là chính trị gia người Gabon. Bà từng làm việc trong chính phủ của Gabon với tư cách là Bộ trưởng Bộ Truyền thông từ năm 2007 đến 2008, là Bộ trưởng Bộ Ngoại giao năm 2008, và một lần nữa là Bộ trưởng Bộ Truyền thông từ 2008 đến 2011. Sau đó, bà là Tổng thư ký của Tổng thống từ năm 2011 đến 2014. Bà đã từng là Thanh tra viên từ năm 2014.

## Sự nghiệp chính trị
Goundjout là con gái của Paul Gondjout, một chính trị gia người Gabon nổi bật trong thập niên 1960. Bà làm phiên dịch và là thư ký riêng của Chủ tịch Omar Bongo trong nhiều năm. Vào ngày 21 tháng 1 năm 2006, bà được bổ nhiệm làm Bộ trưởng - Đại biểu cho Bộ trưởng Bộ Ngoại giao, Jean Ping, trong chính phủ của Thủ tướng Jean Eyeghe Ndong. Sau gần hai năm ở vị trí đó, bà được bổ nhiệm làm Bộ trưởng Truyền thông, Bưu chính, Viễn thông và Công nghệ thông tin mới vào ngày 28 tháng 12 năm 2007. Ngay sau đó, Jean Ping đã được bầu làm Chủ tịch Ủy ban Liên minh châu Phi, vào ngày 4 tháng 2 năm 2008, Gondjout được bổ nhiệm làm Bộ trưởng Bộ Ngoại giao để thay thế ông. Bà nhậm chức Bộ trưởng Ngoại giao vào ngày 6 tháng 2.
Tại cuộc bầu cử địa phương tháng 4 năm 2008, Gondjout đứng đầu danh sách ứng cử viên của Đảng Dân chủ Gabon (PDG) trong tuyên bố thứ ba của Libreville.
Gondjout từng là Bộ trưởng Ngoại giao trong tám tháng. Trong chính phủ được bổ nhiệm vào ngày 7 tháng 10 năm 2008, bà được chuyển về vị trí cũ là Bộ trưởng Bộ Truyền thông, Bưu chính, Viễn thông và Công nghệ thông tin mới; bà đã thành công với tư cách là Bộ trưởng Ngoại giao bởi Paul Toungui vào ngày 9 tháng 10.
Ngay sau cái chết của Tổng thống Omar Bongo tại một bệnh viện Tây Ban Nha vào ngày 8 tháng 6 năm 2009, Gondjout nói rằng hiến pháp và các tổ chức của Cộng hòa sẽ được tôn trọng. Gondjout sau đó đã hỗ trợ con trai của Bongo, Ali Bongo Ondimba, khi ông trên đường kế vị cha mình với tư cách là Tổng thống trong cuộc bầu cử tổng thống năm 2009. Sau khi giành chiến thắng trong cuộc bầu cử, Bongo ban đầu giữ Gondjout làm Bộ trưởng Bộ Truyền thông, nhưng sau đó, ông chuyển bà sang vị trí Tổng thư ký của Tổng thống vào ngày 14 tháng 1 năm 2011.
Gondjout đã 60 tuổi, tuổi nghỉ hưu chính thức cho các vị trí hành chính, vào tháng 12 năm 2013. Bongo sau đó chuyển Gondjout từ chức vụ nổi bật của mình với tư cách là Tổng thư ký của Tổng thống sang chức vụ tương đối khó hiểu của Thanh tra viên vào ngày 16 tháng 1 năm 2014. Bà đã tuyên thệ nhậm chức vào ngày 11 tháng 2 năm 2014. Nói chuyện với các nhà hoạt động PDG trong tuyên bố thứ ba của Libreville vào ngày 15 tháng 2 năm 2014, Gondjout, một thành viên của Cục Chính trị PDG, nói rằng bà đã không từ chức trong đảng, nhưng bà không thể giữ chức vụ tự chọn trong khi phục vụ với tư cách là Thanh tra viên và phải từ bỏ ghế của mình với tư cách là ủy viên hội đồng thành phố trong tuyên bố thứ ba.